# Señor Martinez Mondragon's bekännelse
Señor Martinez Mondragon's bekännelse är en sång skriven av Björn Afzelius med musik av Jim Page. Låten handlar om hur en före detta Contrasssoldat berättar hur livet var i kampen mot sandinisterna. Björn Afzelius har berättat att han läste om det på en strand i Italien, gick hem och skrev av texten direkt ifrån tidningen. Han sa även att "Offren i sången är bara två av de femtiotusen dödade nicaraguanska bönder.